# Peroksydaza chrzanowa
Peroksydaza chrzanowa (HRP, od ang. horseradish peroxidase, EC 1.11.1.7) – enzym należący do klasy oksydoreduktaz (hydroperoksydaz), który można spotkać, między innymi, w chrzanie pospolitym. Znajduje szerokie zastosowanie w biologii molekularnej lub współczesnej medycynie. Jest glikoproteiną o masie cząsteczkowej 44 kDa, zawierającą cztery reszty lizynowe. Podobnie jak inne peroksydazy, zawiera cząsteczkę hemu, z centralnym jonem Fe3+ jako koenzym.
W zależności od użytego substratu efektem katalizowanej reakcji może być barwny – fluorescencyjny lub chemiluminescencyjny – produkt, dzięki czemu jest on łatwy do wykrycia. Peroksydazę chrzanową stosuje się, po sprzężeniu (tak zwanej koniugacji) z przeciwciałami drugorzędowymi, w technikach ELISA i western blot.
W neurohistologii peroksydaza chrzanowa stosowana jest do badania transportu aksonalnego.